# Pascal Fabre
Pascal Fabre (Lyon, 1960. január 9. –) francia autóversenyző.

## Pályafutása
1980-ban a második helyen végzett a Francia Formula–3-as bajnokságban.
A 80-as évek elején az európai Formula–2-es sorozatban, valamint a nemzetközi Formula–3000-es bajnokságban versenyzett.
Az 1987-es brazil nagydíjon debütált a Formula–1-ben. A 87-es szezon első tizennégy versenyén vett részt. Ebből tizenegyszer tudta magát kvalifikálni a futamra is. Legjobb eredménye két kilencedik hely volt, melyet a francia és a brit futamokon ért el.
1983 és 2001 között hét alkalommal állt rajthoz a Le Mans-i 24 órás autóversenyen. Legelőkelőbb helyezését a 2001-es futamon érte el, amikor is Jordi Gené és Jean-Denis Délétraz társaként az ötödik helyen ért célba.

## Eredményei

### Le Mans-i 24 órás autóverseny
| Év   | Csapat                     | Autó           | Csapattárs          | Csapattárs          | Helyezés |
| ---- | -------------------------- | -------------- | ------------------- | ------------------- | -------- |
| 1983 | WM Secateva                | Peugeot        | Roger Dorchy        | Alain Courdec       | 16.      |
| 1989 | Courage Compétition        | Porsche        | Jean-Louis Bousquet | Jiro Yoneyama       | Kiesett  |
| 1992 | Courage Compétition        | Porsche        | Lionel Robert       | Marco Brand         | Kiesett  |
| 1993 | Courage Compétition        | Porsche        | Derek Bell          | Lionel Robert       | 10.      |
| 1996 | Team Menicon SARD Co. Ltd. | Toyota         | Alain Ferté         | Mauro Martini       | 24.      |
| 1998 | Pilot Racing               | Ferrari 333 SP | Michel Ferté        | François Migault    | Kiesett  |
| 2001 | ROC Auto                   | Reynard 2KQ-LM | Jordi Gené          | Jean-Denis Délétraz | 5.       |

### Teljes Formula–1-es eredménysorozata
(Táblázat értelmezése)

(Félkövér: pole-pozícióból indult; dőlt: leggyorsabb kört futott) 

| Év   | Csapat             | Modell   | Motor       | 1      | 2      | 3      | 4      | 5      | 6     | 7     | 8      | 9      | 10     | 11     | 12     | 13     | 14     | 15  | 16  | Helyezés | Pont |
| ---- | ------------------ | -------- | ----------- | ------ | ------ | ------ | ------ | ------ | ----- | ----- | ------ | ------ | ------ | ------ | ------ | ------ | ------ | --- | --- | -------- | ---- |
| 1987 | Team El Charro AGS | AGS JH22 | Cosworth V8 | BRA 12 | SMR 13 | BEL 10 | MON 13 | DET 12 | FRA 9 | GBR 9 | GER Ki | HUN 13 | AUT Hn | ITA Nk | POR Nk | ESP Ki | MEX Nk | JPN | AUS |          | 0    |